# Talpa gracilis
Talpa gracilis — вид комахоїдних ссавців кротових (Talpidae). Скам'янілі рештки представляють плейстоценовий печерний горизонт в Румунії Betfia 2.